# Villa G.A. Galante
Villa G.A. Galante è una delle ville monumentali del Miglio d'oro.
È situata a San Giorgio a Cremano in via Enrico Pessina.
Costruita nel Settecento, la villa apparteneva originariamente a Michele Lofrano.
Fu poi acquistata a metà dell'Ottocento dalla famiglia nobiliare dei Galante e per volere di questi fu sottoposta ad un completo rifacimento.
Nonostante i lavori di restauro però la dimora ha conservato invariati alcuni degli elementi settecenteschi originari come il movimento barocco del prospetto sul cortile a terrazze e l'ampia scala in piperno con crociere rampanti.
Intatta anche la rosta lignea posta sull'arco d'ingresso.
Il corpo di fabbrica della villa si sviluppava originariamente attorno a due cortili.
A quello di rappresentanza si accedeva attraverso l'ingresso principale che conduceva alla villa vera e propria mediante un ampio androne e un vasto giardino alle spalle.
Accanto a questo ingresso principale era collocata una seconda entrata, oggi corrispondente all'accesso alla villa da via Galante, che conduceva ad un cortile rustico utilizzato per lo svolgimento delle attività agricole.